# شهرستان سملقان
شهرستان سِمِلقان، یکی از شهرستان‌های استان خراسان شمالی ایران است. مرکز این شهرستان، شهر آشخانه است. این شهرستان در تاریخ ۱۷ اسفند ۱۳۷۹ از شهرستان بجنورد جدا شد و مستقل گردید.
نام پیشین این شهرستان، مانه و سملقان بود که در تاریخ ۳۱ خرداد ۱۴۰۲ بخش مانه از این شهرستان جدا شد و به شهرستان تبدیل شد، و در پایان نام این شهرستان به سملقان تغییر پیدا کرد.

## پیشینه
وجود منابع سرشار طبیعی در شهرستان سملقان از دیرباز، جمعیت‌های انسانی را به خود جذب نموده و باعث پرورش فرهنگ‌های درخشان در منطقه شده است. وجود آثار تاریخی از دوره‌های پیش از تاریخ تا دوره معاصر در بخش‌های مختلف این شهرستان، گویای استقرار مداوم بشر در این خطه است.
بر پایه پژوهش‌های باستان‌شناسی، بخش‌هایی از شهرستان سملقان برای نخستین بار در حدود هشت هزار سال پیش مسکونی شده که آثار آن را می‌توان در تپه قلعه خان در دشت سملقان مشاهده کرد.
این شهرستان طی دوره هخامنشی به عنوان بخشی از شهربانی پارت مطرح بوده و طی دوره‌های اشکانی و ساسانی نیز بسیار مورد توجه بوده است. پراکندگی محوطه‌های استقراری، قلعه‌های تدافعی، مراکز مذهبی و نیز کشف سکه‌های دورهٔ ساسانی در بخش‌های مختلف شهرستان گواه این مدعی است.

## پیشینهٔ نام
سملقان بر گرفته شده از واژه اصیل فارسی سمنگان می‌باشد؛ سمنگان در زبان فارسی به معنای سرزمین چمن و گل است.
وجود شایعه ای در میان مردم مبنی بر اینکه تهمینه، مادر سهراب و همسر رستم، قهرمان داستان‌های ملی ایرانیان از این منطقه می‌باشد بر اهمیت موضوع می‌افزاید؛ در این باب که تهمینه و سهراب از سمنگان بوده‌اند، هیچ شک و شبهه ای وجود ندارد اما باید یادآور شد که وجود شهرهای سمنگان به تعداد زیاد در خراسان قدیم، این امر را برای محققان مشکل نموده است. وجود شهرها و مناطقی با نام سمنگان در افغانستان و تاجیکستان که در قدیم جزو خراسان بزرگ بوده‌اند، نشانگر اهمیت این شهر در نزد ایرانیان، بالاخص اهل خراسان بوده است. باید بر این نکته تأکید نمود که سمنگان مورد نظر ما خاستگاه سهراب نمی‌باشد، بلکه به علت اساطیری بودن، این نام بر منطقه ما گذاشته شده و ساکنان اولیه از آریایی‌ها اصیل بوده‌اند.
با تسخیر ایران به‌دست اعراب مسلمان و تأثیر آنان بر زبان فارسی، سمنگان به سمنجان تغییر یافت. در قرون اولیه اسلامی، سمنجان در میان مردم متداول بوده است و سپس با نفوذ و تسلط ترکان بر ایران، سمنجان به سملقان تغییر یافت.
سملقان نیز در زبان فارسی معنای سرزمین چمن و گل سرخ را می‌دهد که با توجه به وجود دشت‌های پوشیده از شقایق و لاله‌های وحشی که در قدیم الایام به‌مراتب بیشتر از امروز بوده، به‌درستی کاربرد این واژه بر این سرزمین می‌توان پی برد.

## مردم‌شناسی
بیشتر ساکنین شهرستان سملقان را کردهای کرمانج تشکیل می‌دهند؛ کردهای کرمانج به زبان کردی کرمانجی سخن می‌گویند.
شهرستان سملقان بعلت استعدادهای خوب کشاورزی از دیرباز، پذیرای اقوام مختلف بوده است که از جمله مهم‌ترین آن‌ها که به این شهرستان مهاجرت نموده و ساکن شده و امروزه به صورت غالب درآمده‌اند می‌توان به اقوام کُرد، ترک، ترکمن، خاوری، بلوچ، فارس و تات اشاره نمود.

## تقسیمات کشوری
شهرستان سملقان دارای ۲ بخش، ۴ دهستان و ۳ شهر به شرح زیر است:

### شهرستان سملقان
| بخش    | مرکز بخش | جمعیت بخش ۱۳۹۵ | نام دهستان | مرکز دهستان   | جمعیت دهستان ۱۳۹۵ | شهر      | جمعیت شهر ۱۳۹۵      |
| ------ | -------- | -------------- | ---------- | ------------- | ----------------- | -------- | ------------------- |
| مرکزی  | آشخانه   | ۵۳٬۱۱۰ نفر     | حومه       | اسلام‌آباد کرد | ۱۴٬۷۲۵ نفر        | آشخانه   | ۲۵٬۱۰۴ نفر          |
| مرکزی  | آشخانه   | ۵۳٬۱۱۰ نفر     | جیرانسو    | گرماب         | ۱۳٬۲۸۱ نفر        | آشخانه   | ۲۵٬۱۰۴ نفر          |
| سملقان | قاضی     | ۲۱٬۳۷۸ نفر     | آلمه       | کشانک         | ۷٬۷۸۸ نفر         | آوا قاضی | ۳٬۹۹۳ نفر ۲٬۴۲۸ نفر |
| سملقان | قاضی     | ۲۱٬۳۷۸ نفر     | قاضی       | قاضی          | ۷٬۱۶۹ نفر         | آوا قاضی | ۳٬۹۹۳ نفر ۲٬۴۲۸ نفر |

## جمعیت
بر پایه سرشماری عمومی نفوس و مسکن در سال ۱۳۹۵، جمعیت شهرستان سملقان برابر با ۷۵٬۶۴۵ نفر بوده است.

## جاذبه‌های گردشگری
از جاذبه‌های گردشگری و زیارتی شهرستان می‌توان به موارد زیر اشاره کرد:
- تپه‌های شهرآوا
- قلعه خان (تپه تاریخی ۷۰۰۰ ساله)
- آتشکده اسپاخو
- چشمه آبگرم و دره کفترخانه مهمانک
- امامزاده سلطان محمدابراهیم کشانک
- روستای تفریحی جنگلی درکش
- تپه تاریخی ریوی آشخانه در روستا نجف
- جاده پارک رضوان آشخانه
- جنگل‌های هاور
- رودخانه شیرآباد
- آرامگاه استاد سهراب محمدی در امامزاده صالح آشخانه